# Betty Veizaga
Natividad Betty Veizaga Siles (Vacas, 1957) è una musicista boliviana.
Canta principalmente in quechua e suona il charango ed il ronroco.
È membro del Grupo Pukaj Wayra con i suoi fratelli, e dei duo Takiytinku, con suo marito Rufo Zurita e Quilla Zurita con sua figlia.

## Discografia

### Betty Veizaga + Grupo Pukaj Wayra
- Ama Sua, Ama Qhella, Ama Llulla, Lyrichord disc - USA, 1981.
- Vi bygger en skola, 1987.
- Vaqueñita, Lauro - Bolivia, 1993.
- Tinkuy, Lauro - Bolivia, 1994
- Así es mi tierra, Lauro - Bolivia, 1997; Sol de los Andes - Ecuador, 1998.
- Con sentimiento a mi tierra, Lauro - Bolivia, 1999.
- Canta conmigo ..., Lauro - Bolivia, 2000.
- El valluno cholero, Bolivia.

### Betty - Quilla + Grupo Pukaj Wayra
- Nuestra ilusión, Lauro - Bolivia, 2003.
- A mi Bolivia, Bolivia, 2009.

### Betty - Quilla
- Con lo mejor y algo más, Bolivia.

### Duo Takiytinku (Rufo Zurita - Betty Veizaga)
- Un encuentro de canto tradicional, Bolivia.
- El valluno cholero, Bolivia.
- Lo Nuevo, lo Mejor de Pukay Wayra, Bolivia.
- Soledad, Bolivia, 2010.

### Betty Veizaga + Rolando Quinteros
- Carnavaleando con..., Bolivia.